# Belvoir Castle

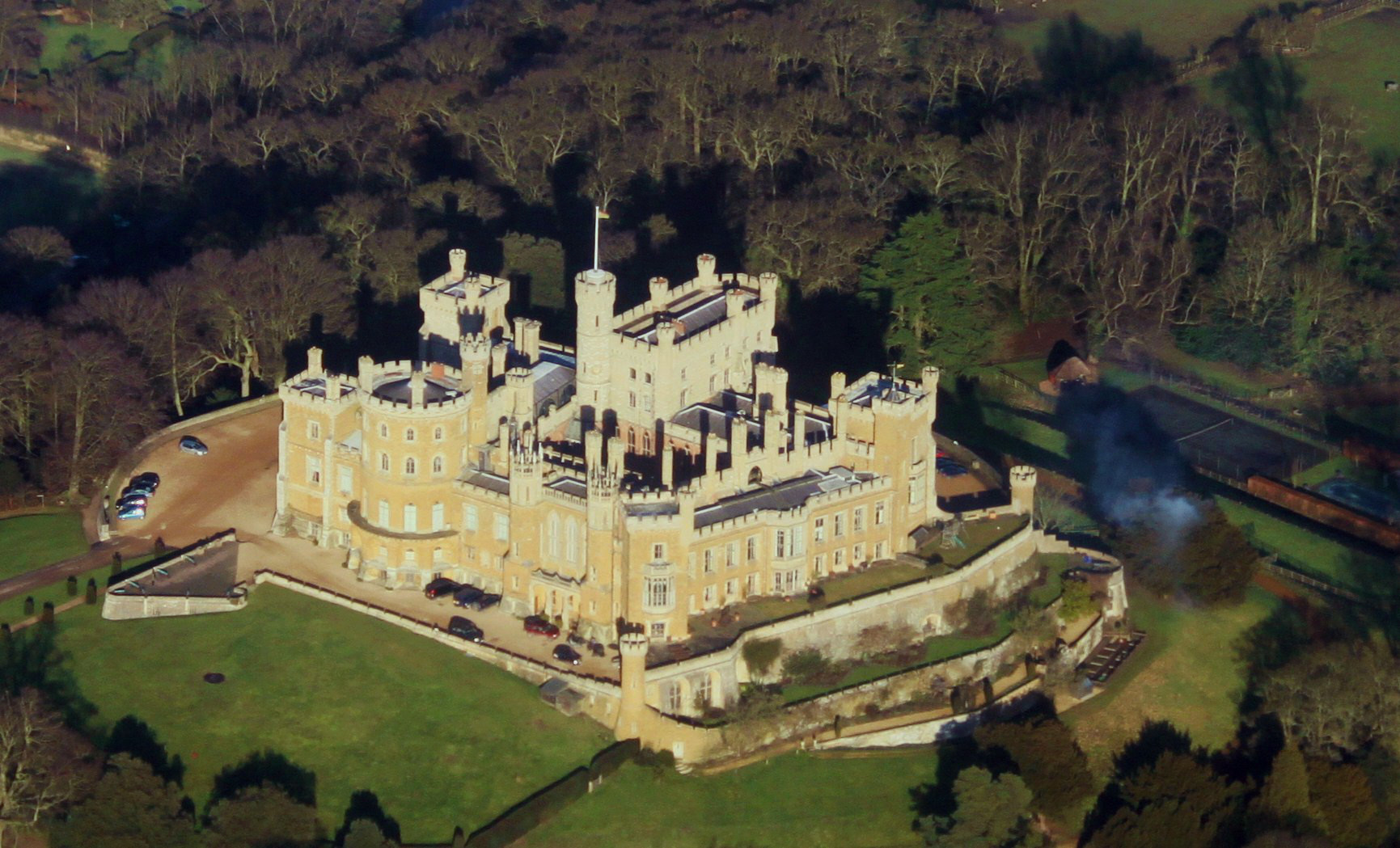
Luftansicht von Belvoir Castle

Belvoir Castle [ˈbiːvə ˈkɑːsl]  ist ein Schloss in der Grafschaft Leicestershire im Zentrum Englands im Vale of Belvoir. Eigentümer des denkmalgeschützten Schlosses ist David Manners, 11. Duke of Rutland.

## Geschichte
Das heutige Schloss wurde durch Thomas Manners, 1. Earl of Rutland 1528 als Herrenhaus im Tudorstil begonnen und 1555 fertiggestellt. Davor bestand hier um 1086 eine normannische Burganlage die mehrfach zerstört und wiederaufgebaut worden war. Im Jahr 1464 wird sie als Ruine beschrieben.

## Tourismus
Das Schloss ist für Besucher geöffnet. Die Räume beherbergen bedeutende Kunstwerke, darunter fünf Bilder aus der ersten Folge der Sieben Sakramente von Nicolas Poussin (ein sechstes wurde beim Schlossbrand 1816 zerstört).
An 100 Tagen des Jahres können Besucher gegen Bezahlung Jagd auf Fasane und Rebhühner machen, die ihnen von Treibern vor die Flinten getrieben werden.

## Filmkulisse

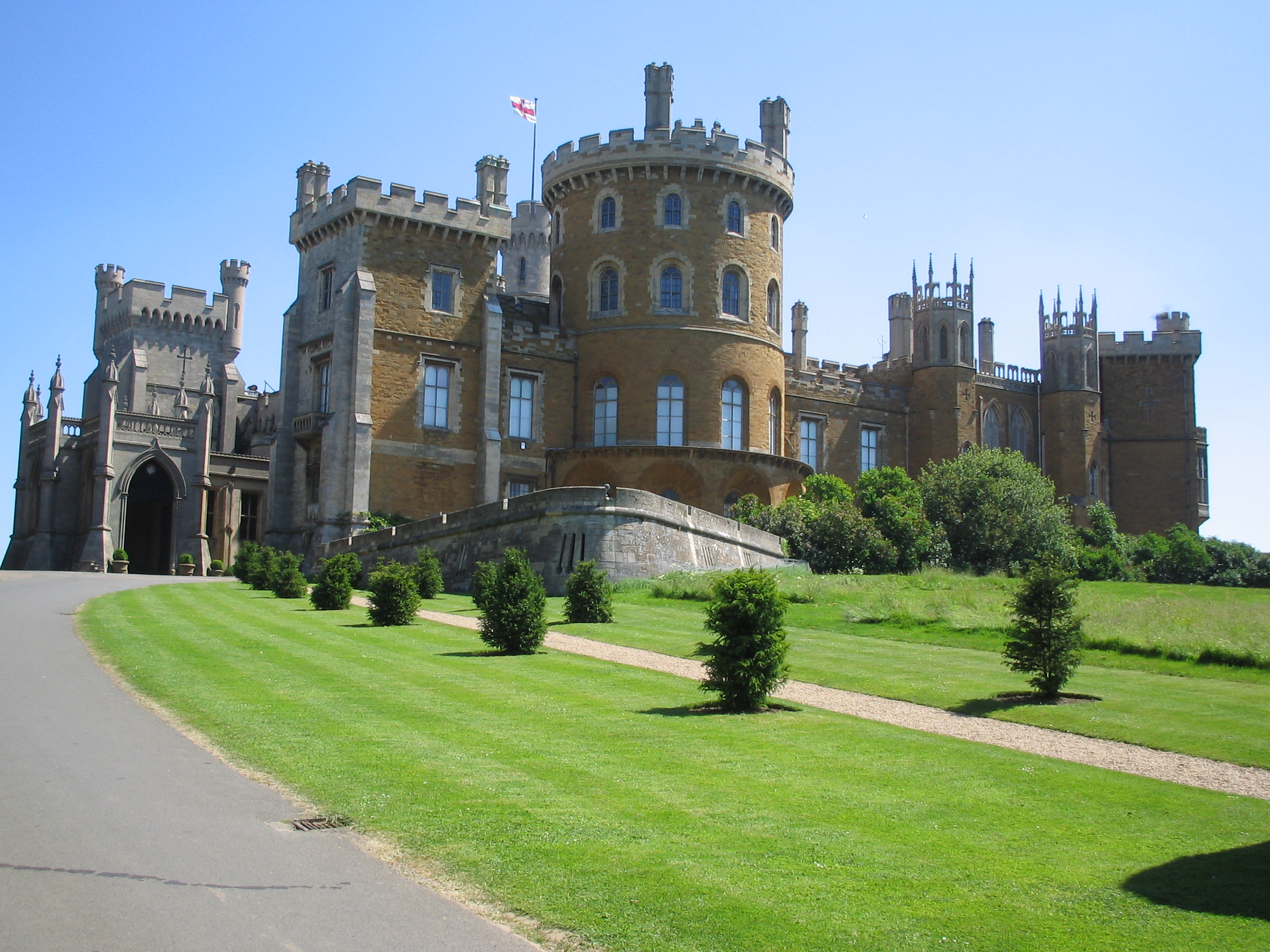
Belvoir Castle

Belvoir Castle wurde mehrfach als Filmkulisse genutzt. In dem Film Der kleine Lord von 1980 mit Ricky Schroder und Alec Guinness war es das Schloss des Geschlechts von Dorincourt. In The Da Vinci Code – Sakrileg dienten Außenaufnahmen des Schlosses als Vorlage für die Sommerresidenz des Papstes in Castel Gandolfo. Für Das Geisterschloss und für die Netflix-Serie The Crown wurde das Schloss ebenfalls als Kulisse genutzt.